# 중화인민공화국의 정치

중화인민공화국의 국장

중화인민공화국은 중국 공산당이 일당독재하는 국가이다. 중국 공산당이 국가의 정책들을 결정하며, 공산당은 전국인민대표회의와 각 지역 위원회들로 구성되어 있다. 중화인민공화국의 최고지도자은 전국인민대표대회의 최고 지도자이자, 중국 공산당의 총서기, 중국공산당 중앙정치국 상무위원회 위원장, 당대표를 겸한다. 현재 중화인민공화국의 현임 최고지도자은 시진핑이다. 국가주석은 의전상의 지위에 지나지 않으나, 전인대 역시 공산당이 우위에 있으므로 실질적으로는 중국공산당 중앙위원회(총서기·정치국·군사위원회 주석)에 정치권력이 집중되어 있다. 국제사회에서는 주로 명목상으로는 중국공산당 중앙위원회 총서기직을 중화인민공화국의 최고지도자로 사용한다.
중화인민공화국의 모든 지방들의 지역 위원회들은 지방자치단체 지도자와 그에 상응하는 상위 부서 책임자들의 통제를 받는다. 공화국의 국민들은 가장 기본적인 지방단체인 구, 현, 향, 진의 의원을 선출할 권리만 있다. 이 선거에서 선출된 의원들은 현과 향과 같은 기초적인 단체들의 업무들을 관리하며, 이들이 간접선거를 통하여 성(省)급 의원들을 선출하며, 또 성급 의원들이 3월에 베이징에 모여 전국인민대표대회의 의원들을 선출하는 형식이다. 이 선거구조에서는 중국 공산당이 선거에 막대한 영향을 미칠 수 있다. 공산당은 언행이 적절하고 국정수행에 적합하다고 여겨지는 후보를 골라 이들을 추천할 권리가 있으며, 이들이 거의 대부분 의원들에 당선되는 경우가 잦다.
중화인민공화국의 최고지도자은 국가의 최고수반이며, 전국인민대표회의의 상징적 존재이기도 하고, 행정부의 최고 책임자로 막대한 권력을 가지고 있다. 전국인민대표회의는 중화인민공화국 국무원 총리 1명, 부총리 4명, 각 부의 부장들과 위원회의 주임들로 구성되어 있다. 일당독재인 중국의 특성에 의하여, 당의 최고 대표인 중국공산당 중앙위원회 총서기는 공산당 뿐만 아니라 중국 전체에 크나큰 영향력을 미치며, 이 자리는 1993년 이래 한 사람이 중화인민공화국의 주석, 중화인민공화국 중앙군사위원회 위원장을 모두 겸하고 있다. 이로 인하여 개인에게 힘이 집중되었으며, 개인이 나라 전체에 미치는 영향이 심대해졌다. 
중국 대륙의 막대한 인구와 광활한 영토는 베이징의 중앙정부의 힘에 제약으로 작용한다. 게다가 1980년대의 경제적 개혁, 그리고 국익보다 자신의 이익에 더 관심을 가지고 정책을 추진했던 다수의 공산당 고위 관리들의 존재들은 중앙 정부의 권위를 실추시키는 데에 크게 기여했다. 중화인민공화국 건국 이후 40년 동안, 점차 권력은 분산되었고 헌법에 기반한 집단지도체제로 전환되는 경향을 보였다. 일례로 중국의 개혁을 이끌었던 덩샤오핑은 단 한번도 공산당 총서기 직을 맡은 적이 없었음에도 불구하고 몇 십년동안 중국을 통치하기도 하였다. 허나 현대에 들어 홍콩의 반중국 출판업자들이 중국의 탄압을 받는 사건이 일어나자, 여전히 중국 공산당의 수뇌부에 보수적인 옛 지도층들의 입김이 강하게 작용한다는 사실이 드러나고 있다.  
중앙 정부와 그 지도자는 어느 정책을 실시하기 전에 당원들, 지방자치단체 지도자들, 유력한 사회각계의 인사들, 대중들의 동의를 구해야만 한다. 허나 중국에서는 정보에 대한 접근을 차단하는 방식을 통하여 대중들을 통제하는 경우가 잦으며, 이때문에 정책의 방향이 대중의 요구보다는 중앙 정부 엘리트계층의 관심사에 의해 결정되는 경우가 상당하다. 중국 공산당은 중화인민공화국의 사회체제가 사회주의라고 주장하나, 외국인들과 여타 지식인들은 중국이 집단 소유체제에서 개인 소유체제로 전환되어가고 있는 중간의 시스템이라고 주장한다. 주택 사유화, 직업 선택의 자유의 확장들은 한때 공산당이 대중들을 관리했던 집단 체제를 약화시키는 데에 크게 기여했으며, 중국 대륙의 광활한 영토와 문화적, 경제적 차이는 지역 정책들에 다양성과 참신성이 부여되는 원동력이 되었다.  
중국의 시장경제 개방은 중국의 사회적, 경제적, 문화적 부분에서 큰 파장을 몰고 왔다. 중국공산당 중앙당교의 전 부위원장이었던 주티엔융은 2004년에 앞으로 20년 동안은 중국 당국이 급진적인 개혁주의자들은 배척하는 한편, 점진적으로나마 정치적인 개혁을 하는 것이 나중에 중국 사회가 혼란에 빠지는 것을 막는 데에 필수적일 것이라고 언급한 바 있다. 중국 국민들은 문화대혁명의 기억을 떠올리며, 중국 공산당이 정치적 영향력을 유지하기 위해 시장경제의 요소들을 철폐하고 감시와 통제를 통한 경찰국가로 전환되는 것이 아닌가를 두려워하기도 한다. 
중화인민공화국은 타이완 성을 제외하고 총 22개의 성으로 구성되어 있으며, 4개의 직할시, 5개의 자치구, 일국양제 정책을 시행하고 있는 홍콩과 마카오를 포함한 2개의 특별행정구로 이루어져 있다.

## 정치
중국의 정치 체제는 '중국 특색 사회주의'이다. 사회주의 앞에 중국 특색이라는 말을 붙인 이유는 개혁개방 이래로 자본주의 국가로 변모했기 때문이다.
중국 특색 사회주의는 단순한 사회주의가 아니라, 중국의 유구한 역사와 아름다운 문화들을 모두 함축하고 있는 체제이다. 이는 민주집중제의 근본적인 원칙들과 정책들을 그대로 담고 있을 뿐만 아니라, 모든 정치적인 주체들과 인민들, 사회 각계에게 정치적인 역할을 부여하는 정치 체계인 것이다.— 중국 공산당

중화인민공화국의 중국 특색 사회주의에서는 선거도 상당히 중요한 요소이다. 다만 중국은 서구 사회로부터 공정한 선거를 치르지 않는다는 비판을 자주 듣는 편이기도 하다. 또한 중국에서는 중국 공산당에 반대하는 세력이 선거에 후보를 내는 것이 불가능하며, 대부분의 경우 공산당이 추천한 후보가 당선되곤 한다. 

### 중국공산당
중국공산당은 중앙정부와 불가분의 관계이며, 무려 9천만명에 달하는 당원 수를 자랑한다. 중국이 90년대에 자유주의적 개혁을 일부 진행함에 따라, 특히 경제의 분야에서 당 외부 세력들이 급성장하기 시작하였다. 정부 통제 위주의 계획경제와 시장경제가 혼합된 중국의 경제 체계에서는, 모든 국영 기업들이 당 위원회를 의무적으로 설치해야 한다. 
중국의 모든 행정부와 지방 정부에 뿌리깊게 포진해있는 공산당 위원회들은 행정 전반에 엄청난 영향력을 행사한다. 중앙 당은 도시, 중앙 정부, 산업부, 경제부, 문화부 전체를 완벽하게 틀어잡고 있으며, 상대적으로 상당수의 농민들이 거주하는 시골 지역으로 가면갈수록 통제가 느슨해지는 편이다. 중화인민공화국의 법에는 공산당에 반대하는 그 어떠한 조직도 위법으로 처리하도록 되어있으며, 이들은 의원 선거에 후보도 함부로 내지 못한다. 공산당의 가장 핵심적인 권력은 바로 권력기관 내에서의 승진과 위계질서에서 나오는데, 고위공무원들 가운데에서는 단 한사람도 공산당원이 아닌 사람이 없으며, 설사 비공산당원이 정부에 채용되었다 할 지라도 절대로 핵심적인 요직에 올라가는 것, 중요한 정책을 입안하는 것 등은 불가능하다. 즉 공산당 당적이 승진의 필수적인 요소라는 것이다. 중국공산당의 핵심 조직에는 다음과 같은 조직들이 있다. 
- 중국공산당 중앙위원회 총서기 - 중국공산당의 최고 위계이며, 대부분의 경우 중화인민공화국의 최고 지도자이다. 현임 총서기는 시진핑이다.
- 중국공산당 중앙정치국 - 총 22명의 위원들로 구성되어 있다. 최고 지도자는 시진핑이다.
- 중국공산당 중앙정치국 상무위원회 - 중국에서 가장 강력한 정책결정집단으로, 총 7명의 위원들로 구성되어 있다. 상무위원장은 시진핑이다.
- 중화인민공화국 국무원 - 현재의 국무원 총리는 리커창이다.
- 중화인민공화국 중앙군사위원회 - 현재 위원장은 시진핑이다.
- 중국공산당 중앙기율검사위원회 - 관내 부정부패를 일소하기 위해 창립한 기관이다.

### 중앙 정부
중앙 정부의 핵심 구성 요소는 전국인민대표대회, 주석, 국무원으로 나누어진다. 국무원의 위원들에는 총리, 4명의 부총리(상무부총리 1인, 부총리 3인), 국무위원 5명, 29명의 각부 장관들, 각 위원회의 주임들이 있다. 1980년대에는 당정과 국정을 분리하여 당이 정책을 결정하면 국가가 이를 실행하는 방식으로 만드려는 시도가 있었으나, 당시의 국가 지도자들이 공산당원으로서의 혜택을 많이 누렸던 사람들이었기에 당연히 이 시도는 무위로 돌아갔다.
도시 지역과 중앙 정부의 경우 거의 무조건 당원 직급과 공무원 직급이 비슷하지만, 종종 지방정부의 경우에는 당 지도자와 국가기관 지도자가 다른 경우가 있고, 이 때문에 서로 간에 갈등이 발생하는 경우도 있다. 다만 이러한 경우에는 대부분이 중앙 정부의 감독 하에 빠른 시일 내에 갈등이 잠재워지며, 결과적으로 공산당과 국가 양쪽이 지나치게 갈라지는 것을 철저하게 차단하는 형태로 봉합된다. 다만 이러한 갈등들이 제대로 봉합되지 못하는 경우들도 있는데, 예를 들어 일국양제를 실시하고 있는 홍콩과 마카오의 경우 공산당의 힘이 제대로 미치지 못하여 시민들과 그 행정관, 그리고 중앙정부에서 파견한 관리들 간의 이견이 제대로 해결되지 못하는 경우가 상당하다.
중화인민공화국의 헌법에는 전국인민대표대회가 중화인민공화국의 최고 국체이다. 전국인민대표회의는 매년 약 2주 간 열리는데, 이 때 새로운 정책들, 예산안, 법령들을 결정하며 그동안 있었던 정책들의 결과들을 심의한다. 대부분의 입법안들은 전국인민대표대회 상무위원회가 제출하며, 이 입법안들은 공산당 중앙정치국의 심의를 걸친 이후에 상무위원회에게 넘겨진 것들이다. 일반적인 경우 전국인민대표대회에서는 상무위원회가 제출한 법안과 임명안들을 통과시켜주는 편이지만, 점차 시간이 흐름에 따라 입법부의 권한이 증대하여 2010년대 들어서는 매우 가끔씩 행정부가 제출한 법안들을 거부하기도 한다. 가장 최근의 예로 고속도로 건설 예산을 만들기 위하여 연료에 세금을 올리는 방안을 전국인민대표대회에서 통과되지 못한 적이 있다. 다만 이는 국지적이거나 권력과 별 관련이 없는 법안들에만 한정되며, 국가의 핵심 정책들이나 권력 구조와 관련된 법안들은 절대 예외가 없다.

### 지방 정부
현대 중화인민공화국의 행정 구역은 성급(省級), 시급(市級), 현급(縣級), 향급(鄕級)이라고 하는 4 계층의 행정구조로 피라미드 구조로 이루어져 있다. 성급이 가장 높은 지방 단체 단위이며, 가장 낮고 국지적인 지방 단체가 향급 단체이다. 각 계층의 행정단체들은 중앙의 명령이 하부 단체들에 제대로 적용되는지에 대하여 책임을 지며, 관할 지방에서 원활한 소통과 교류가 이루어지도록 하는 의무가 있다. 각 계급의 단체들에는 2명의 중요한 관료가 있다. 첫 째는 '공산당 위원회 주임'으로, 정책을 입안하고 기본적인 방향을 잡으며 보통 상부 공산당원들에 의하여 자리를 얻는다. 두 번째는 국가 정부기관들의 장들로, 보통 시장 등이 이 직위에 해당한다. 이론적으로는 이들은 국민들의 선거로 의하여 당선되는 선출직이다. 이들은 공산당 주임들이 결정한 정책들을 실시하는 책임이 있고, 상징적인 업무들이나 행사들을 주관한다. 이같은 시스템 내에서, 공산당 위원회 주임들은 항상 국가 기관의 장들보다 높은 위치에 있다. 즉 공산당이 국가보다 더 높은 위치에 있는 것이다.
덩샤오핑이 1978년 권력을 잡은 이후, 지방자치단체들에게 교육이나 교통과 같은 사안들에 대하여 훨씬 더 큰 자율성이 허락되었다. 이로 인하여 몇몇 대도시들은 베이징과 마찬가지로 반독립적인 직할시 형태로 행정체계를 운용하곤 한다. 특히 광둥성이나 저장성의 도시들이 주로 이러한 경향들을 보인다. 광둥성과 저장성의 간부들은 특히 경제 정책 면에서는 중앙 정부의 요구보다는 실리를 따져 판단하는 경우가 잦으며, 극히 드물게는 명령을 거절하기도 한다. 이같이 독립적인 도시 기관들은 중앙 정부의 거물들과 마찰을 빚기도 하는데, 일례로 상하이 직할시가 베이징의 천시퉁과 장쩌민과 대립하기도 하였다. 이 갈등은 상하이 직할시의 당 주임 천량우가 2006년에 사퇴하면서 일단락되었다.
중화인민공화국의 지방자치단체 자율화 정책은 지방단체들에게 더 활력있고 독립적인 행정 정책들을 펼칠 수 있게 하도록 하기 위하여 실시되었으나, 점차 공산당의 당 주임들이 단체장들보다 더한 권력을 행사하기 시작하며 그 의도가 퇴색하였다. 보통 베이징의 고위 당국자들은 지방단체들을 감시하기 위하여 고위직 공산당원들을 지방 주임으로 부임시켜 내려보내는 경우도 있으며, 아예 지방단체의 장으로 임명하기도 한다. 또한 한 사람이 지나치게 한 자리에 오래 머물러 권력이 경직화되는 것을 막기 위하여 일정 기간이 지나면 종종 다른 지방의 직위로 교체하기도 하는데, 이 때문에 공산당의 관리들은 다양한 지방에서 다양한 경력들을 쌓곤 한다.

## 헌법

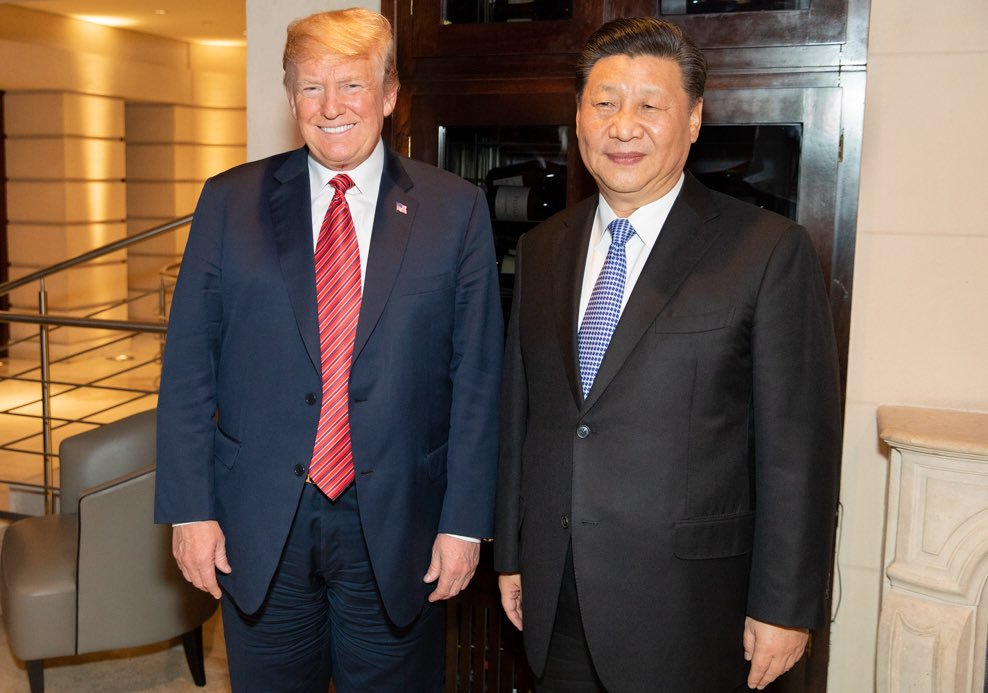
미국 트럼프 대통령과 중국 시진핑 총서기

## 대외 관계
중화인민공화국은 전세계의 국가들과 대부분 수교한 상태이다. 본디 1945년 유엔이 창립된 직후에는 중화민국이 유엔에서 중화권을 대표하였으나, 1971년에는 중국 대륙의 대표권을 중화민국에게서 가져오는 데 성공했으며 이후 중화민국은 중국 대륙의 적법한 통치국이 아니라 '타이완'으로 불리기 시작했다. 중국은 유엔에서 중화권의 유일한 대표이며 유엔 상임이사국, 유엔 안전보장이사회의 일원이기도 하다. 
하나의 중국의 원칙 아래, 중화인민공화국은 수교를 맺기 전에 상대 국가가 중화인민공화국이 중화권의 유일한 주권 국가라는 것을 인정하게 하도록 하고 중화민국과의 모든 공식적인 외교관계를 파기하도록 요구한다. 중화인민공화국은 티베트 분리 운동 탄압의 일환으로 티베트의 정신적 지도자 달라이 라마 14세가 타국을 방문하는 것도 막으려 시도하는 경우가 잦다.
중화인민공화국은 경제를 개방한 이래 아시아-태평양 지역에서 자유무역과 안보를 이끌어가는 지도적인 국가로 떠올랐으며, 인접 국가들에게 막대한 영향을 끼치고 있다. 2004년에는 중화인민공화국은 동아시아 정상회의를 만들어 동아시아 국가정상들 간의 새로운 대화의 장을 열 것을 제안하였으며, 이 정상회의의 참가국에 의도적으로 미국을 제한함으로써 동아시아 지역에서 미국의 간섭을 줄이려하는 모습을 보였다. 동아시아 정상회의에는 아세안+3, 인도, 호주, 뉴질랜드 등이 참가하며, 2005년에 회의가 열린 바 있다. 중국은 러시아와 중앙아시아의 공화국들과 함께 상하이 협력기구의 창립 회원국이기도 하다. 
거의 대부분의 외교 정책들의 기본적인 기조는 '평화로이 우뚝 선다'라는 뜻의 화평굴기에 있다. 다만 최근에는 점차 타국들과의 긴장상태가 높아지고 있는데, 그 중 특히 중화인민공화국의 부상을 견제하는 미국과의 충돌이 잦다. 미국이 코소보 전쟁에서 1999년 5월 베오그라드에 있는 중국 대사관을 폭격한 일로 미중갈등이 극에 달했고, 2001년 4월에 하이난섬 사건이 일어나자 더욱 악화되었다. 중화인민공화국과 서구 국가들의 관계는 1989년 일어난 천안문 사태 이후 그다지 좋지 못한 상태였으며, 특히 일본과는 상당히 감정이 좋지 못하다. 이는 세계 2차 대전때 일본이 저지른 난징 대학살과 그외 만행들을 일본 고위 관리들이 부정하는 발언을 한 측면도 있으며, 전쟁의 책임이 있는 전범들을 모셔놓은 야스쿠니 신사를 일본이 끊임없이 참배하며 전쟁 반성의 책임을 다하지 않아 이웃 국가들의 심기를 건드리고 있기 때문이다.

## 군대
중국공산당은 인민해방군을 이끌 책임이 있다. 공산당이 1949년에 중국 대륙의 권력을 잡자, 인민해방군도 공식적인 국가의 정규군 격의 군대로 승급한 것이다. 다만 타 국가와는 다르게 인민해방군의 지휘권은 완전히 중국공산당이 쥐고 있으며, 군율과 규칙들도 대다수 공산당에서 정한다. 이후 당과 국가는 중화인민공화국 중앙군사위원회를 결성하였으며 이를 통하여 군대에 대한 통제권을 행사한다.
1954년 제정된 중화인민공화국 헌법에는 주석이 인민해방군의 최고 지도자라고 명시되어 있다. 1954년 9월 28일에는 중앙군사위원회가 창립되어 인민해방군과 다른 모든 국내 무력 세력들의 통제권을 쥐었으며 이때부터 당군과 국군이 동일하게 여겨지기 시작하였다. 중앙군사위원회 위원장은 모든 군사적 활동들을 지시하며, 국가 주석은 국무원의 보좌 하에 인민해방군을 발전시키고 지도할 책임을 부여받았다.
2004년 12월, 전국인민대표대회는 헌법을 바꾸어 중앙군사위원회 위원장이 군사와 관련된 모든 업무들을 책임진다고 명시해놓았다. 위원장은 전국인민대표대회 상무위원회에 의하여 선출되게 한 것이다. 다만 공산당 중앙군사위원회는 국가 기관이 아니라 당 기관으로 여전히 남아있었다. 대신 중국 중앙군사위원회도 따로 설립하여 국가 주도하의 군대 통제 시스템을 갖추어 놓았으나, 이 중앙군사위원회의 구성원들과 공산당 중앙군사위원회의 구성인물들이 완전히 같은 인물로, 거의 동일한 집단이라고 여겨진다. 또한 중화인민공화국 국방부도 설립되어 군 관련 업무들을 관장하지만 국방부의 업무의 범위는 후방 지원 등으로 제한되어 있기에, 사실상 공산당 중앙군사위원회가 인민해방군의 최고 수뇌부로 알려져 있다. 인민해방군의 지도체계는 국가와 당을 절묘하게 혼재하여 놓은 것으로, 이는 다른 국가에서는 불가능하다고 여겨진 것을 중국 특유의 정치체계로 섞어놓은 것이라고 평가받는다. 

## 선거
중화인민공화국에는 중국 공산당에 대적할 수 있는 합법 단체가 존재하지 않으며, 모든 사안은 중국공산당의 통제 하에 처리된다. 다만 공산당 이외의 정당이 아예 없는 것은 아니고, 이 군소 정당들을 민주당계 정당이라고 한다. 이들은 중국인민정치협상회의에 참여하고 전국인민대표대회에도 의원을 두고 있으나, 정치적 영향력은 미미하며 공산당의 뜻을 따르는 경우가 대부분이다. 구, 현, 향, 진 단위의 선거들은 인민들이 직접 선거로 치를 수 있게 되었고, 입법부가 점차 독립적인 모습을 보이고 있기는 하나 여전히 중국공산당은 국정과 선거 전반에 엄청난 영향력을 미치고 있으며, 거의 압도적인 의석을 선거에서 가져가며 일당독재의 위치를 굳히고 있다. 중국공산당은 자신들의 뜻과 다른 정치적 단체들을 탄압하는 동시에 경제 발전에 총력을 쏟음으로써 사람들의 불만을 무마하며, 특히 사람들의 요구를 공산당의 뜻을 거스르지 않는 선에서 일정 부분 풀어주는 방법을 통하여 인민들 대다수를 효과적으로 관리하고 있다. 현재 중화인민공화국 지도자들의 주요 고심거리는 경제 발전과 함께 점점 벌어지는 빈부격차, 심각해져가고 있는 국가기관 내부의 부정부패 등이 있다. 중국의 인민들이 중국 공산당에 진심으로 얼마나 많은 지지를 보내고 있는지에 대해서는 알 수 없는데, 이는 민심을 대변하는 선거가 공산당의 엄격한 통제 하에 있을 뿐만 아니라 공산당을 대체할 다른 정치 단체들이 전혀 존재하지 않거나, 설사 일부 단체가 존재한다 하더라도 중국 당국의 제한 하에 제대로 된 조직을 갖추고 공산당을 비판할 수 없기 때문이다. 다만 상당한 정치적 자유가 보장된 홍콩에서 실시된 설문 조사에 의하면 상당수의 홍콩 인민들이 중국의 지도자들을 정치적으로 지지한다고 하는 조사 결과가 나온 바 있다. 
1950년 이래 현재 약 8개의 군소 정당들이 존재한다. 이들은 모두 공식적으로 공산당의 뜻을 따르겠다고 천명한 상태이며, 그들의 모든 활동들은 중국 공산당의 지시와 감독 하에 이루어진다. 이 군소 정당들의 본 발기 목적은 중화인민공화국이 일당 독재 국가가 아닌, 민주적인 다당제를 따르는 민주 국가임을 세계에 알리기 위한 것이었으나 점차 이들이 유명무실해지며 이같은 가치가 무색해지고 있다. 현재 이 정당들이 주로 하는 일은 교육 문제같은 사회 현안들에 비집고 들어가 이를 공론화시키는 것 따위이며, 그마저도 중국 공산당의 입맛에 맞지 않는 일은 하지 못한다. 다만 군소 정당 소속인사들이 정책 결정 위원회 등 요직에서 몇몇 발견되고는 하는데, 이는 군소 정당의 인물들을 반드시 최소 1명은 정책 심의위에 포함시켜야 한다는 중국의 법 규정 때문이다. 실제로 이 인사들이 위원회에서 행사할 수 있는 힘은 얼마 되지 않는다.
가장 유명한 군소정당은 중국 국민당 혁명위원회이다. 약칭은 민혁이라고도 불리며, 국공내전에서 국민당의 패색이 짙어지자 일부 중도좌파 국민당 인사들이 탈당하여 만든 당이다. 중국 국민당의 정통 후예를 자처하고 있으며, 현재 대만에 있는 중국 국민당은 아류로 취급한다. 중국민주동맹은 1941년 문화계와 예술계 인사들이 모여 창당한 정당이다. 중국민주촉진회는 1945년 교육자들과 자본주의자들에 의해 창당되었다. 중국 민주 건국회는 1945년 교육계와 문화계, 그리고 출판계 인사들이 모여 창당하였다. 중국 농공 민주당은 1930년에 약학계, 교육계, 문화계의 지식인들이 모여 창당한 정당이다. 중국 치공당은 1925년 해외 화교들의 관심을 얻어내기 위해 설립되었다. 구삼학사는 1945년에 대학 교수들과 과학자들이 모여 파시즘에 대한 승리를 축하하고 제2차 세계대전의 승전을 기념하기 위해 창당된 당이다. 대만 민주자치동맹은 한때 대만에 살았으나 현재 중국 본토로 다시 이주해온 이주민들이 '자발적으로' 모여 만든 단체이다. 

## 같이 보기
- 중화인민공화국 헌법
- 중화인민공화국의 정당
- 일국양제
- 중국 특색 사회주의
- 하나의 중국